# わし座クシー星
わし座ξ星（わしざクシーせい、Xi Aquilae, ξ Aql）は、わし座の恒星で5等星。黄色巨星。

## 惑星系
2008年に太陽系外惑星が1個見つかっている。質量は木星の2.8倍程度で、主星から0.68天文単位の軌道を回っている。
| 名称 （恒星に近い順） | 質量    | 軌道長半径 （天文単位） | 公転周期 (日) | 軌道離心率 | 軌道傾斜角 | 半径 |
| --------------------- | ------- | ----------------------- | ------------- | ---------- | ---------- | ---- |
| b (Fortitudo)         | >2.8 MJ | 0.68                    | —             | 0          | —          | —    |

## 名称
暗い星であり、神話や伝承に基づく固有名はない。
2015年に国際天文学連合によって太陽系外惑星系の名前の公募と投票が行われた際にこの星系も募集の対象となった。2015年12月15日、国際天文学連合より、法政大学の学生団体Libertyer（リバティア）からの提案を採用し、主星に リベルタス (Libertas)、惑星bに フォルティチュード (Fortitudo)という名前を選定したことが発表された。それぞれラテン語で、Libertas は「自由」、Fortitudo は「不屈の精神」を表す。